# Tom Malone
Pour les articles homonymes, voir Malone.
Tom Malone, alias "Bones" Malone, né le 16 juin 1947 à Hattiesburg dans le Mississippi est un musicien américain de jazz se spécialisant dans le trombone. Il est célèbre pour être un membre de The Blues Brothers et un membre du CBS Orchestra. 
Il a commencé sa carrière professionnelle avec Brenda Lee dans un club à Jackson, alors qu'il était étudiant à l'University of Southern Mississippi. À la demande de Warren Covington, chef de l'orchestre de The Tommy Dorsey Orchestra, il rejoint l'orchestre. Après son transfert à la North Texas State University, Malone a continué de travailler pour plusieurs  groupes. À noter que Lou Marini, membre lui aussi des The Blues Brothers a fréquenté la même université. Après son diplôme, Malone a travaillé dans les groupes des Woody Herman (1969), Duke Pearson (1970), Louie Bellson (1971), Doc Severinsen, Blood, Sweat and Tears (1973) et Frank Zappa (1976). En 1973, Malone commencé une collaboration de 15 ans avec Gil Evans, qui a exercé une influence musicale considérable sur lui. Avec Evans, Malone a enregistré sept albums et a fait des tournées en Europe, au  Japon et en Extrême-Orient.
Au début des années 1970 il participe au Saturday Night Live (SNL), un show sur NBC. Un sketch avec John Belushi et Dan Aykroyd a révélé The Blues Brothers.  Malone rejoint The Blues Brothers. En 1993, Malone a réuni les anciens du SNL Paul Shaffer (claviers) et Will Lee (basse), dans l'orchestre de CBS. En 1997, les Blues Brothers 2000 bénéficie d’une importante contribution de Malone.
En 1992, Malone a tourné avec Willy DeVille. On peut l'entendre sur l'album Willy DeVille Live.
Malone a rejoint l'orchestre de CBS le 1er novembre 1993, et joue du trombone, de la trompette, le trombone basse, du saxophone ténor, du saxophone baryton, de la flûte, du piccolo et la flûte alto.
En tant que musicien de studio, il a été participé à plus de 350 disques et plus de 3000 émissions radios et télévision. Il a enregistré un album solo Soul Bones  avec comme musicien invité Paul Shaffer et Blues Traveler's John Popper.
Du point de vue cinématographique, il a participé à The Blues Brothers, The Last Waltz, et Blues Brothers 2000.
Il a enregistré avec Lew Soloff, James Brown,  Frank Zappa, Blood, Sweat and Tears, the Band, Miles Davis et Steve Winwood.

## Discographie

### AvecCarla Bley
- 1985 : Night-Glo